# Gainsborough Trinity F.C.
Gainsborough Trinity Football Club er en engelsk fodboldklub i Gainsborough, Lincolnshire. I sæsonen 2012-13 spiller klubben i Conference North, som er på sjettebedste niveau i det engelske ligasystem, og den har hjemmebane på The Northolme, der har plads til ca. 500 siddende og 3.800 stående tilskurere.
Gainsborough Trinity havde sin storhedstid i 1890'erne og 1900'erne, hvor klubben i 16 sæsoner i perioden 1896-1912 spillede i The Football League. Inden da spillede den syv sæsoner i Midland League, hvortil den også vendte tilbage efter udstemningen fra The Football League i 1912 og forblev, indtil ligaen blev nedlagt i 1960. Et år senere genopstod ligaen som Midland Counties League, hvortil klubben vendte tilbage efter en enkelt sæson i Yorkshire League. I perioden 1968-2004 spillede klubben i Northern Premier League, og siden da har klubben spillet i Conference North.
Trinity hævder at være en af meget få engelske fodboldklubber, der aldrig er rykket ned, eftersom klubben blev stemt ud af The Football League og ikke decideret nedrykket.

## Titler
- Midland League
  - Mestre: 1890-91, 1927-28, 1948-49
- Midland Counties League
  - Mestre: 1966-67
- Northern Premier League Challenge Cup
  - Mestre: 1982, 1997

## Historie
Klubben blev oprettet i 1873 af George Langton Hodgkinson, der var songepræst i Holy Trinity Church i Gainsborough, og klubben hed oprindeligt Trinity Recreationalists. I 1889 blev klubben optaget i Midland League, hvor den endte på 7.-pladsen i sin første sæson. I den efterfølgende sæson vandt klubben ligaen, men den måtte vente indtil 1896, før den blev valgt til Second Division i The Football League. Trinity blev det første hold, der spillede mod Manchester United i en betydende turneringkamp – den 6. september 1902 i en Second Division-kamp – efter at den klub havde skiftet navn fra Newton Heath FC.
Efter flere svære år blev Gainsborough Trinity stemt ud af The Football League i 1912, hvor klubben blev erstattet af lokalrivalerne Lincoln City, og i stedet vendte den tilbage til Midland League. Der vandt klubben tre mesterskaber (i 1928, 1949 og 1967 – det sidste efter at ligaen efter et års pause var "genopstået" som Midland Counties League), inden den var med til at grundlægge Northern Premier League i 1968. Klubben forblev i Northern Premier League indtil 2004, hvor den sluttede på en placering, der var god nok til at den blev oprykket til den nyoprettede Conference North, hvor holdet (pr. 2012) har spillet lige siden.
I foråret 2009 blev klubben overtaget af Peter Swann, der nu ejer hovedparten af aktierne i klubben, efter at købt den siddende bestyrelsesformand, Patrick Lobley, ud. Swann sikrede sig også en ny 10-års lejeaftale af klubben hjemmebane hos stadionets ejer, the Blues Club.
I løbet af 1940'erne blev klubbens tilskuerrekord sat, da 9.760 tilskuere så kampen mod lokalrivalerne Scunthorpe United. 

## Lokalopgør
Gainsborough Trinity FC's placering ved bredden af floden Trent medfører, at der findes naboklubber i både Lincolnshire og Nottinghamshire. De mest kendte lokalopgør er kampene mod Boston United og Worksop Town, eftersom begge klubber har spillet mange sæsoner i Northern Premier League og Conference North sammen med Trinity. Kampene mod Boston eller Worksop bliver traditionelt spillet på 2. juledag og nytårsdag.
Professionelle klubber i Lincolnshire såsom Lincoln City, Scunthorpe United og Grimsby Town har kun sjældent spillet mod Trinity, bortset fra i sæsonforberedende turneringer som f.eks. Lincolnshire Senior Cup. Den seneste betydende turneringskamp mellem Trinity og en professionel klub fra Lincolnshire var kampen mod Lincoln City i første runde af FA Cup'en i 1996-97, hvor Trinity tabte 3-2 i en omkamp, efter at den første kamp på Sincil Bank endte uafgjort 1-1.
Andre klubber i Trinitys geografiske område er Retford United, Lincoln United, Sleaford Town og Lincoln Moorlands Railway, men de spiller alle i ligaer på lavere niveau i ligasystemet end Trinity.